# World Games 2025/Freitauchen
Bei den World Games 2025 in Chengdu wurden vom 10. bis 11. August 10 Wettbewerbe im Freitauchen ausgetragen. Die Sportart war erstmals Teil des Wettkampfprogramms der World Games. Austragungsort war das Natatorium der Chengdu Sport University auf dem Sancha Lake Campus.

## Bilanz

### Medaillenspiegel
| Platz  | Land                           | Gold | Silber | Bronze | Gesamt |
| ------ | ------------------------------ | ---- | ------ | ------ | ------ |
| 1      | China                          | 4    | –      | –      | 4      |
| 2      | Polen                          | 3    | 1      | 1      | 5      |
| 3      | Italien                        | 2    | 2      | 4      | 8      |
| 4      | Ungarn                         | 1    | 1      | –      | 2      |
| –      | Individuelle Neutrale Athleten | –    | 2      | –      | 2      |
| 5      | Frankreich                     | –    | 1      | 1      | 2      |
| 5      | Dänemark                       | –    | 1      | 1      | 2      |
| 5      | Kolumbien                      | –    | 1      | 1      | 2      |
| 5      | Kuba                           | –    | 1      | –      | 1      |
| 9      | Kroatien                       | –    | –      | 2      | 2      |
| Gesamt | Gesamt                         | 10   | 10     | 10     | 30     |

### Medaillengewinner
Männer
| Disziplin                                   | Gold                      | Silber                      | Bronze                      |
| ------------------------------------------- | ------------------------- | --------------------------- | --------------------------- |
| Streckentauchen mit Flossen                 | Mateusz Malina (POL)      | Alexei Moltschanow (AIN)    | Mauro Generali (ITA)        |
| Streckentauchen ohne Flossen                | Mateusz Malina (POL)      | Rolando Salgado (CUB)       | Vanja Peleš (CRO)           |
| Para-Streckentauchen mit Flossen FFS1-FFS2  | Long Dengxi (CHN)         | Casper Marti-Beckamnn (DEN) | Alexandre Boscari (FRA)     |
| Para-Streckentauchen ohne Flossen FFS1-FFS2 | Long Dengxi (CHN)         | Alexandre Boscari (FRA)     | Casper Marti-Beckamnn (DEN) |
| Para-Streckentauchen ohne Flossen FFS3-FFS4 | Alessandro Cianfoni (ITA) | Alexander Kusakin (AIN)     | Fabrizio Pagani (ITA)       |

Frauen
| Disziplin                                   | Gold                  | Silber                | Bronze                         |
| ------------------------------------------- | --------------------- | --------------------- | ------------------------------ |
| Streckentauchen mit Flossen                 | Zsófia Törőcsik (HUN) | Julia Kozerska (POL)  | Mirela Kardašević (CRO)        |
| Streckentauchen ohne Flossen                | Julia Kozerska (POL)  | Zsófia Törőcsik (HUN) | Magdalena Solich-Talanda (POL) |
| Para-Streckentauchen mit Flossen FFS1-FFS2  | Huang Shiyu (CHN)     | Marta Pozzi (ITA)     | María Rodríguez (COL)          |
| Para-Streckentauchen ohne Flossen FFS1-FFS2 | Huang Jingqiu (CHN)   | María Rodríguez (COL) | Marta Pozzi (ITA)              |
| Para-Streckentauchen ohne Flossen FFS3-FFS4 | Marta Pozzi (ITA)     | Ilenia Colanero (ITA) | Katia Aere (ITA)               |